# Dilisco
Dilisco (DIstribution du LIvre SCOlaire) est une société française spécialisée dans la distribution et la diffusion de livres fondée en 1988 par Louis Magnard et basée à Chéniers.
Elle intègre le groupe Albin Michel en 1995 qui en prend le contrôle total en 1999.

## Historique
En 1988, Louis Magnard réorganise les éditions Magnard en séparant ses activités éditoriales et sa distribution, fondant le pôle de distribution Dilisco. En 1990, Dilisco rejoint le centre d'expédition des catalogues et des spécimens à destination des enseignants (Routage 23) sur la commune de Chéniers[source insuffisante].
En 1995, les Éditions Albin Michel prennent le contrôle de 75,5 % de la holding contrôlant le groupe Magnard-Dilisco. Maxi-Livres Profrance obtient 60 % du capital de Dilisco et le groupe Magnard conservant les 40% restant,.
Le 31 décembre 1999, le groupe Albin Michel prend le contrôle de la totalité de Dilisco par l'intermédiaire du groupe Magnard[source insuffisante].
En 2011, un partenariat entre Dilisco et Prologue, diffuseur-distributeur indépendant au Québec et au Canada français, est conclu, permettant à Prologue de vendre les titres de ses éditeurs en France et potentiellement en Europe et à Dilisco de vendre ses titres au Québec et potentiellement en Amérique du Nord.
En décembre 2012, Guillaume Dervieux, jusque-là président directeur général de Magnard-Vuibert et du Pôle éducation du groupe Albin Michel depuis 2011, devient directeur général de la maison d'édition et président de Dilisco.
En 2016, Dilisco avance une hausse du chiffre d'affaires de 15 % sur l'année 2014-2015.
En août 2018, David Gobert remplace Alessandro Vaï en tant que directeur général de Dilisco.
En mai 2019, Laurent Descovich, directeur de la diffusion, présente le plan NEO aux équipes de Dilisco, qui repose sur une révision des secteurs d'intervention des représentants. Ce projet de restructuration suscite des inquiétudes parmi les salariés concernant les objectifs à atteindre et le nouveau plan de rémunération.
En février 2020, Alexis Esmenard, directeur général d'Albin Michel, quitte le groupe et est remplacé à la présidence de Dilisco par Francis Esménard.
Fin mai 2020, Dilisco annonce que le groupe Trédaniel, spécialisé dans l'ésotérisme et la spiritualité, quitte le groupe de diffusion. À la suite de ce départ qui représentait 17 % du chiffre d'affaires de Dilisco, la société présente un Plan de sauvegarde de l'emploi.

## Catalogue
En 2017, Dilisco devient le diffuseur de Mama éditions, spécialisé dans le bien-être et le développement personnel.
En 2019, Dilisco compte une centaine de maisons diffusées, dont les éditions Vuibert, Magnard, ou encore Leduc.s Éditions et Charleston rachetées par le groupe Albin Michel.
En avril 2020, Dilisco intègre les éditions La Salamandre à son catalogue.
En octobre 2023, Albin Michel annonce l'acquisition de 60 % des parts de Thierry Souccar Éditions, dont la distribution et la diffusion jusque-là assurées par Interforum sont confiées à Dilisco.